# The Love Romance of the Girl Spy
Pour plus de détails, voir Fiche technique et Distribution.
The Love Romance of the Girl Spy est un film muet américain, produit par la Kalem, tourné en Floride, réalisé par Sidney Olcott avec Gene Gauntier, sorti en 1910. Nouvel épisode de la série The Girl Spy dont l'action se déroule durant la guerre de Sécession.

## Fiche technique
- Titre original : The Love Romance of the Girl Spy
- Réalisateur : Sidney Olcott
- Photographie :
- Acteur : Gene Gauntier
- Société de production : Kalem Company
- Pays : États-Unis
- Lieu de tournage : Jacksonville (Floride)
- Longueur : 970 pieds
- Date de sortie :
  -  États-Unis : 29 avril 1910 (New York).

## Distribution
- Gene Gauntier : Nell, the Girl Spy